# Izvor, Plovdiv
Izvor (în bulgară Извор) este un sat în comuna Rodopi, regiunea Plovdiv,  Bulgaria. 

## Demografie
Componența etnică a satului Izvor
     Bulgari (94,05%)
     Nicio identificare (5,94%)
     Altele (0%)
La recensământul din 2011, populația satului Izvor era de 101 locuitori. Din punct de vedere etnic, majoritatea locuitorilor (94,05%) erau bulgari. Pentru 5,94% din locuitori nu este cunoscută apartenența etnică.